# Bairgania
Bairgania (en hindi: बैरगानिया ) es una ciudad de la India, en el distrito de Sitamarhi, estado de Bihar.

## Geografía
Se encuentra a una altitud de 77 m s. n. m. a 177 km de la capital estatal, Patna, en la zona horaria UTC +5:30.

## Demografía
Según estimación 2011 contaba con una población de 40 684 habitantes.